# Stora Lönnvattnet
Stora Lönnvattnet är en sjö i Säters kommun i Dalarna och ingår i Dalälvens huvudavrinningsområde. Sjön har en area på 2,99 kvadratkilometer och ligger 220,1 meter över havet. Sjön avvattnas av vattendraget Knivån.

## Delavrinningsområde
Stora Lönnvattnet ingår i det delavrinningsområde (671402-150908) som SMHI kallar för Utloppet av Stora Lönnvattnet. Medelhöjden är 234 meter över havet och ytan är 13,4 kvadratkilometer. Det finns ett avrinningsområde uppströms, och räknas det in blir den ackumulerade arean 21,42 kvadratkilometer. Knivån som avvattnar avrinningsområdet har biflödesordning 3, vilket innebär att vattnet flödar genom totalt 3 vattendrag innan det når havet efter 230 kilometer. Avrinningsområdet består mestadels av skog (60 procent) och sankmarker (11 procent). Avrinningsområdet har 3,07 kvadratkilometer vattenytor vilket ger det en sjöprocent på 22,9 procent.